# EMS (пошта)

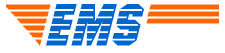
Логотип EMS

Express Mail Service (EMS — Швидкий Поштовий Сервіс) — міжнародний сервіс експрес-доставлення пошти. Доставка здійснюється не міжнародною компанією, а місцевими поштовими операторами — членами Всесвітнього поштового союзу (ВПС). У більшості поштових системах, експрес пошта — це сервіс прискореної доставки, за який клієнт платить, додатково одержуючи таким чином швидку доставку. З 1998 року міжнародний сервіс прискореної доставки регулює EMS кооператив.

## EMS в світі
Станом на червень 2006 року послуги EMS на своїй території надавали 146 з 191 членів ВПС, та ще сім країн, що не входять в союз. Щорічно незалежні аудитори перевіряють якість роботи членів EMS в кожній країні і складають рейтинг якості послуг, що надаються. Згідно з рейтингом сервісу EMS присвоюється відповідний сертифікат: золотий, срібний або бронзовий.

## EMS в Україні
В Україні членом ВПС, що надає EMS сервіс, є Державне підприємство спеціального зв'язку. В 2008 та 2009 роках підприємство отримувало бронзові сертифікати. Крім того, підприємство також займається пересиланням спецдокументації різноманітних держустанов, що і було початковим його призначенням з моменту утворення Служби спеціального зв'язку в 1939 році. Зокрема, ДПСЗ бере участь в обслуговуванні засобами спецзв'язку найважливіших заходів в Україні — виборів, всенародних референдумів, зовнішнього незалежного оцінювання навчальних досягнень випускників навчальних закладів системи загальної середньої освіти та інше.
Починаючи з листопада 2010 року статистичні дані свідчать про затримки на Державній митній службі України імпортованих відправлень незалежно від країни відправника, а з 2012 року з митниці знята обов'язковість вчасного включення даних в базу EMS відстеження по факту прибуття.

## Передача відправлень EMS Укрпошті
Державна служба спеціального зв'язку та захисту інформації (Держспецзв'язку) України в рамках оптимізації структури планує передати функції з пересилання відправлень EMS (Express Mail Service) «Укрпошті». Спільно з представниками Міністерства інфраструктури та на виконання наказу міністерства № 824 від 22 листопада 2019 року «Про визначення оператора поштового зв'язку з пересилання відправлень EMS» створено робочу групу з питань передання функцій із пересилання відправлень EMS від Держспецзв'язку до «Укрпошти».